# Stephen Trittschuh
Stephen "Steve" Trittschuh (* 24. dubna 1965) je bývalý americký fotbalový obránce a fotbalový trenér. S fotbalem začínal v rodném městě na střední škole, pokračoval na univerzitě. V roce 1988 reprezentoval USA na olympiádě. V roce 1990 odehrál jediný zápas na mistrovství světa při prohře 1:5 s Československem, ale zaujal a dostal nabídku z TJ Sparta Praha. Spartě pomohl v ročníku 1990/91 k ligovému titulu (debut 19. srpna 1990, 13 zápasů, 1 gól, 980 minut) a stal se prvním Američanem, který hrál evropskou pohárovou soutěž. V roce 1992 hrál za nizozemský SVV Dordrecht. Po skončení sezóny se vrátil domů a hrál za Tampa Bay Rowdies a Fort Lauderdale Strikers. Po skončení aktivní kariéry pracuje jako trenér.